# Leeghwaterbrug (Alkmaar)
De Leeghwaterbrug is een verkeersbrug, over het Noordhollandsch Kanaal in Alkmaar, in de Nederlandse provincie Noord-Holland.
Over deze basculebrug gaat de provinciale weg N242, de verbinding tussen Middenmeer in Wieringermeer en Alkmaar. Bovendien maakt de brug deel uit van de rondweg van Alkmaar.